# Marcin Józef Żebrowski
Marcin Józef Żebrowski (ur. ok. 1720, zm. prawdop. 8 czerwca 1792) – polski kompozytor, skrzypek i śpiewak (bas) przełomu baroku i klasycyzmu.
Alternatywny zapis nazwiska: Ziebrowski, Żebro, Zebro i imienia: Martino Giuseppe, Josepho, Melchiore, Ignatio, Carolo.

## Życiorys
Istnieje niewiele danych biograficznych na temat Żebrowskiego, znajdują się one w archiwum klasztoru oo. paulinów na Jasnej Górze. Wiadomo, że należał do kapeli jasnogórskiej, był tam jednym z najlepiej opłacanych muzyków; pracował także jako nauczyciel.
W Londynie odnaleziono rękopis utworu Żebrowskiego z 1748 roku z odręcznie sporządzoną kartą tytułową - być może stanowi on ślad odbycia przez kompozytora studiów zagranicznych. Karty tytułowe kompozycji Żebrowskiego podpisane są różnymi wersjami imienia i nazwiska. Skrócone warianty nazwiska Żebro i Zebro pozwalają badaczom utożsamiać Żebrowskiego ze skrzypkiem o nazwisku Żebro, który występował przed Stanisławem Augustem Poniatowskim. Data śmierci tego skrzypka jest uznawana przez badaczy za prawdopodobną datę śmierci Żebrowskiego.

## Twórczość
Żebrowski to czołowy kompozytor polski okresu przedklasycystycznego, przedstawiciel stylu galant w muzyce sakralnej, co jest najbardziej widoczne w ornamentyce jego linii melodycznych. Jednak w części jego utworów łatwo zauważyć cechy typowe dla późnego baroku, takie jak użycie polifonii (w tym podwójnego kontrapunktu), techniki koncertującej oraz struktur wielosekcyjnych, skontrastowanych fakturalnie, metrycznie i agogicznie . W późniejszym okresie jego twórczości dużą rolę odgrywały rytmy taneczne, w szczególności poloneza, mazura i krakowiaka.
Skomponował utwory instrumentalne, w tym tzw. procesyjne, grane podczas uroczystego wejści do kościoła i wyjścia procesji (Sonatae pro processione, Adagio lub Andante pro processione), Symfonię Es, Concerto grosso i sonaty oraz utwory wokalno-instrumentalne (6 mszy, Ecce vidimus eum, Rorate coeli, Mittit ad Virginem, Magnificat, nieszpory, 5 arii i duetów, w tym Salve Regina) . 
Jego utwory zachowały się w Częstochowie, w Staniątkach i w krakowskiej bibliotece dominikanów.